# Xã West Whiteland, Quận Chester, Pennsylvania
Xã West Whiteland (tiếng Anh: West Whiteland Township) là một xã thuộc quận Chester, tiểu bang Pennsylvania, Hoa Kỳ. Năm 2010, dân số của xã này là 18.274 người.